# Klas

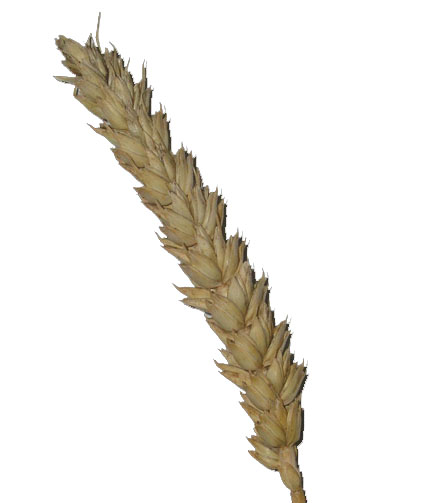
Klas pšenice

Klas (spica) je jednoduché květenství s přímým vřetenem, na němž v úžlabí listenů přisedají květy. Typologicky je vlastně obdobné hroznovitým květenstvím, rozdíl je ve zkrácených či chybějících květních stopkách, čímž květy přisedají přímo na vřeteno.
Toto květenství je běžné mezi druhy z čeledi lipnicovité – trávy.

## Zástupci
- Jitrocel (např. Jitrocel kopinatý)
- Prstnatec májový
- Pšenice (nepravý klas – složený)
- Žito
- Ječmen
- Bojínek (např. Bojínek luční)